# Tachyeres
Tachyeres ou patos-vapor é um gênero de aves da família Anatidae. Todas as quatro espécies ocorrem no cone sul da América do Sul, no Chile e na Argentina, e apenas uma delas, T. patachonicus, é capaz de voar, ainda que raramente levanta voo.

## Espécies
O gênero compreende quatro espécies:
- Tachyeres brachypterus - Pato-vapor-das-malvinas
- Tachyeres leucocephalus - Pato-vapor-de-cabeça-branca
- Tachyeres patachonicus -  Pato-vapor-patagónico[1] ou pato-vapor-voador
- Tachyeres pteneres - Pato-vapor-magalhânico[1] ou pato-vapor-cinzento